# Крилата ракета
Крила́та раке́та (англ. cruise missile) — це ракетна зброя, що покладається на підіймальну силу крила протягом більшої частини польоту. Перші високоточні крилаті ракети були створені в США та СРСР у 1970-х роках під час Холодної війни. Із конвенційною або ядерною бойовою частиною із типовою масою в кілька сотень кілограм, та дальністю польоту в сотні або тисячі кілометрів, крилаті ракети призначені для ураження сухопутних або морських тактичних або стратегічних цілей. Протикорабельні ракети зазвичай є крилатими.
Конструктивно крилаті ракети подібні до традиційних реактивних літаків і переважно оснащені повітряно-реактивними двигунами, в якому паливо згорає за допомогою атмосферного повітря, забраного повітрозабірником. Цим крилаті ракети відрізняються від більшості інших типів ракет з ракетним двигуном, де і окислювач, і паливо розміщені на борту самої ракети. За рахунок економії цієї маси, крилаті ракети здатні долати більші дистанції. Крейсерська швидкість крилатих ракет залежить від типу двигуна, і для більшості вона дозвуковова (< 1 Мах), однак існують і надзвукові ракети, а також експериментальні гіперзвукові.[⇨]
Запуск крилатих можуть здійснювати різні платформи: авіація, кораблі, підводні човни, наземні мобільні пускові установки.[⇨]
Крилата ракета на основній ділянці польоту може рухатися різними запрограмованими траєкторіями, але зазвичай рухається на сталій висоті, інколи зі складним огинанням рельєфу місцевості (аж до поземного польоту) для ускладнення виявлення протиповітряною обороною супротивника.[⇨] Для корекції польоту крилаті ракети мають різні системи: інерціальну, супутникову навігацію та навігацію з розпізнаванням рельєфу. Для фінальної стадії польоту, залежно від цілі, ракети може бути обладнана різними системами наведення: активні або пасивні радари, інфрачервоне наведення, за лазерною підсвіткою або й через візуальне розпізнавання образів.[⇨]
Попередником крилатих ракет були «Фау-1», розроблені Німеччиною в період Другої світової, і застосовані проти Великої Британії: вони мали низьку точність і були скоріше зброєю терору. Сучасні ж крилаті ракети використовуються в збройних конфліктах з 1990-х років. Найбільш характерним є використання під час операції «Буря в пустелі», війни в Іраку та російського вторгнення в Україну.[⇨]
Крилаті ракети переважно не регулюються міжнародними угодами безпосередньо, однак можуть підлягати їхнім обмеженням опосередковано. Також значна кількість країн обмежує характеристики ракет, що постачаються на експорт.[⇨]

## Опис
Крилаті ракети конструктивно подібні до звичайних реактивних літаків: під час польоту ракета покладається на підіймальну силу крила та тягу двигуна.

### Двигун, швидкість та дальність

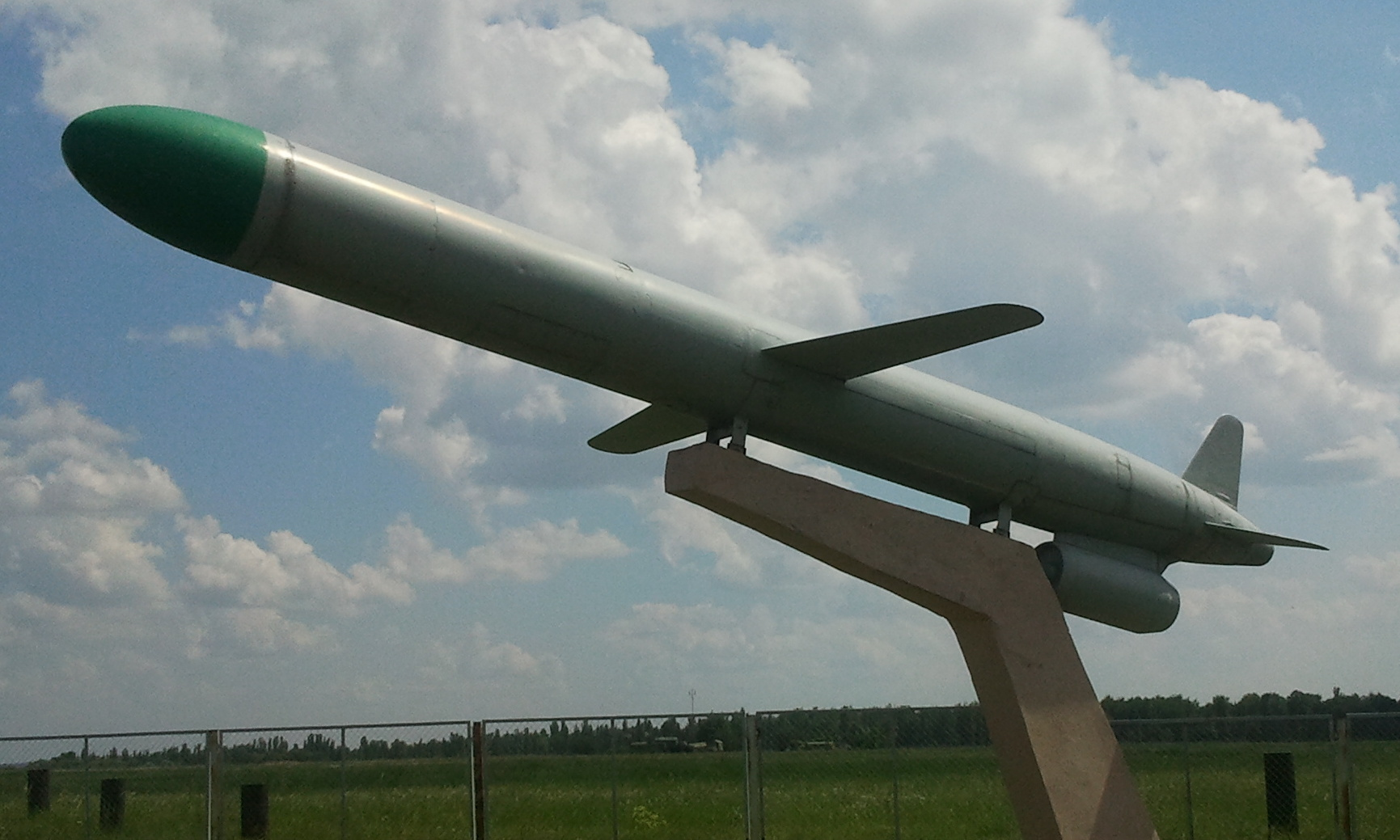
Х-55, радянська крилата ракета. Під хвостовою частиною видно турбореактивний двигун.

На відміну від інших типів ракет, більшість крилатих ракет оснащені не ракетними двигунами, а повітряно-реактивними, які забезпечують сталу швидкість протягом польоту. Це забезпечує ракеті велику дальність, оскільки пальне в повітряно-реактивному двигуні згоряє за допомогою атмосферного повітря, забраного повітрозабірником, тоді як ракета з ракетним двигуном несе на борту як пальне, так і окислювач для нього, що збільшує масу та розміри. Однак існують і застарілі нині крилаті ракети із ракетним двигуном, здебільшого радянські.
Переважно ракети оснащені турбореактивними або турбовентиляторними двигунами, це забезпечує їм дозвукову (< 1 Мах) крейсерську швидкість. Турбореактивний двигун є найпростішим, однак він досягає найбільшої ефективності лише на швидкості від 2 Махів, тоді як турбовентиляторний двигун є ефективнішим на дозвуковій швидкості, до того ж менша температура реактивного струменя робить ракету менш помітною в інфрачервоному діапазоні. Більша ефективність турбовентиляторного двигуна над турбореактивним починає бути помітною при дальностях польоту ракети у понад 500 км.
Більшість сучасних крилатих ракет мають максимальну дальність від кількох сотень до кількох тисяч кілометрів. Велика дальність переважно властива дозвуковим ракетам. Протикорабельні крилаті ракети зазвичай мають меншу дальність у 100—300 км, але вони більш маневрові.
Також існують та активно розробляються надзвукові та гіперзвукові крилаті ракети з прямоточними (ППРД) та гіперзвуковими (ГППРД) реактивними двигунами відповідно. ППРД є легшими, оскільки не потребують масивної турбіни, найбільш ефективними вони є на швидкості 3—6 Махів. Надзвукові крилаті ракети вже є розвиненою технологією, але гіперзвукові поки що залишаються експериментальними проєктами. Створювалися й експериментальні крилаті ракети із ядерним двигуном.
Деякі ракети застосовують ракетний прискорювач для злету або прискорення до надзвукової швидкості на термінальній фазі польоту.

### Планер
Крилаті ракети часто мають аналогічне літакам керування за допомогою руля висоти й стерна.
Більшість крилатих ракет є монопланами з достатньо великим розмахом крила, що забезпечує їм велику дальність, однак обмежує маневрову здатність. Протикорабельні крилаті ракети часто мають хрестоподібну конфігурацію крил, яка забезпечує високу маневровість.

### Запуск
Запуск крилатих можуть здійснювати різні платформи: авіація (крилаті ракети повітряного базування, КРПБ), кораблі, підводні човни (у тому числі з підводним запуском), наземні мобільні пускові установки.
Повітряними носіями крилатих ракет можуть бути літаки різних типів, як багатоцільові винищувачі, тактичні та стратегічні бомбардувальники-ракетоносці; ракети можуть розміщуватись як у внутрішніх бомбових відсіках, так і на зовнішніх кріпленнях. Часто крилаті ракети оснащені складаним крилом для економії простору. Розробляються й механізми запуску з БПЛА.
Існують перспективні конструкції, що дозволяють запускати крилаті ракети не з бомбових відсіків чи зовнішніх підвісів, а з контейнерів, що вивантажуються з транспортного літака в польоті. Наприклад, випробовується система палетного запуску Rapid Dragon для ракети AGM-158 JASSM та літаків MC-130J.

### Профіль польоту
Крилаті ракети протягом польоту не виходять за межі атмосфери. Часто вони летять низько над землею (аж до поземного польоту з огинанням рельєфу місцевості або водної поверхні), що ускладнює їх виявлення наземними радіолокаційними станціями (натомість радари на винищувальній авіації та літаках ДРЛВ можуть бути спрямовані в бік землі). З іншого боку, політ на великій висоті зменшує витрату пального, отже, збільшується дальність — втім, тоді їхнє виявлення з землі є значно простішим. Деякі ракети можуть комбінувати переваги обох принципів: летіти вище на початкових етапах для збільшення дальності, а потім знижуватись до менших висот у зоні дії ворожих засобів ППО.

### Навігація та наведення

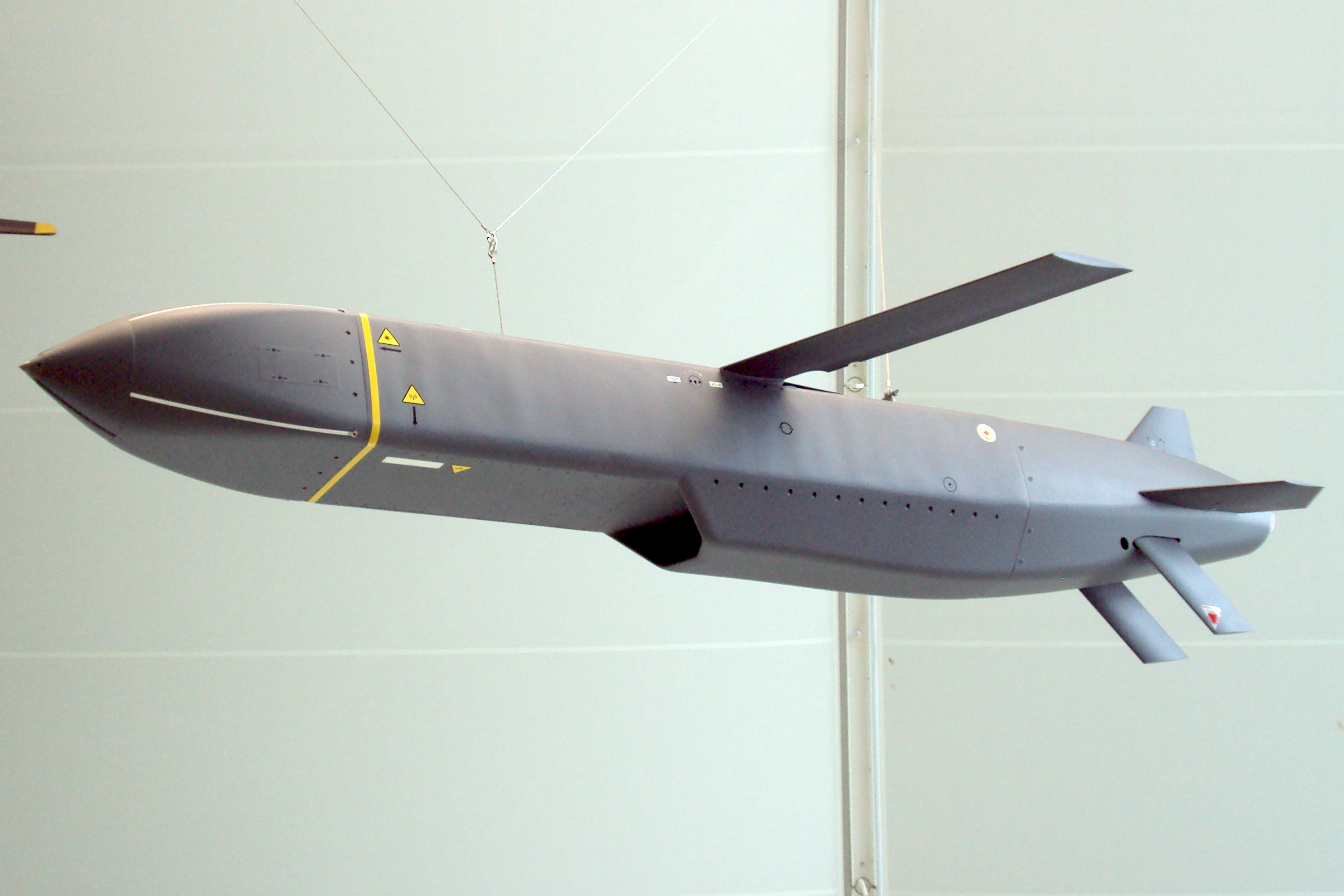
Storm Shadow, сучасна малопомітна франко-британська ракета з тандемною бойовою частиною. На фото можна зауважити складане крило та повітрозабірник під фюзеляжем.

Крилаті ракети можуть оснащуватись широким спектром засобів навігації та/або керування для точного самонаведення на ціль і протидії засобам ППО. Як найперші, так і сучасні, крилаті ракети оснащуються інерціальним наведенням (INS), що дозволяє їм автономно рухатись до заданої цілі. Система інерціального наведення накопичує помилку обчислення координат, тому їх коригують за допомогою супутникових навігаційних систем (GPS, GLONASS, BeiDou) і систем відстеження рельєфу місцевості (TERCOM, TERPROM), що порівнюють карту місцевості з отриманим з датчиків зображенням рельєфу, і таким чином можуть летіти точніше та на меншій висоті під час крейсерської фази польоту.
Крім цього, ракети зазвичай мають засоби самонаведення, що збільшують точність на термінальній фазі польоту до цілі. Воно може бути лазерне, інфрачервоне, активне або пасивне радіолокаційне, DSMAC, або навіть телевізійне, яке дозволяє оператору довести ракету до цілі вручну.
Сучасні ракети можуть змінювати свої траєкторії під час польоту та маневрувати для заплутування систем ППО/ПРО. Наприклад, Tomahawk Block IV (на озброєнні з 2004) можна перенаправити на одну з 15 наперед заданих альтернативних цілей або на будь-які GPS-координати; також ракета здатна баражувати в районі цілі та передавати дані з камери операторам, очікуючи на команду для атаки. Ще більш вираженими є баражувальні можливості ізраїльської «Деліли». Російські ракети сімейства «Калібр» також можуть мати складні траєкторії руху, але точні їхні можливості невідомі.

### Бойова частина
Ракети можуть оснащуватись великим спектром бойових частин, зазвичай осколково-фугасними або ядерними. Рідше ракети оснащені касетними, інертними/обманними (ADM-20 Quail, ADM-160 MALD), тандемними (TAURUS, Storm Shadow) або графітовими бомбами (BGM-109D Kit 2) тощо. Типова крилата ракета має конвенційну боєголовку вагою від 150 до 500 кг або ядерну з потужністю 200—250 кт тротилового еквівалента. Також крилаті ракети можуть бути носіями забороненої хімічної або біологічної зброї.

### Класифікація

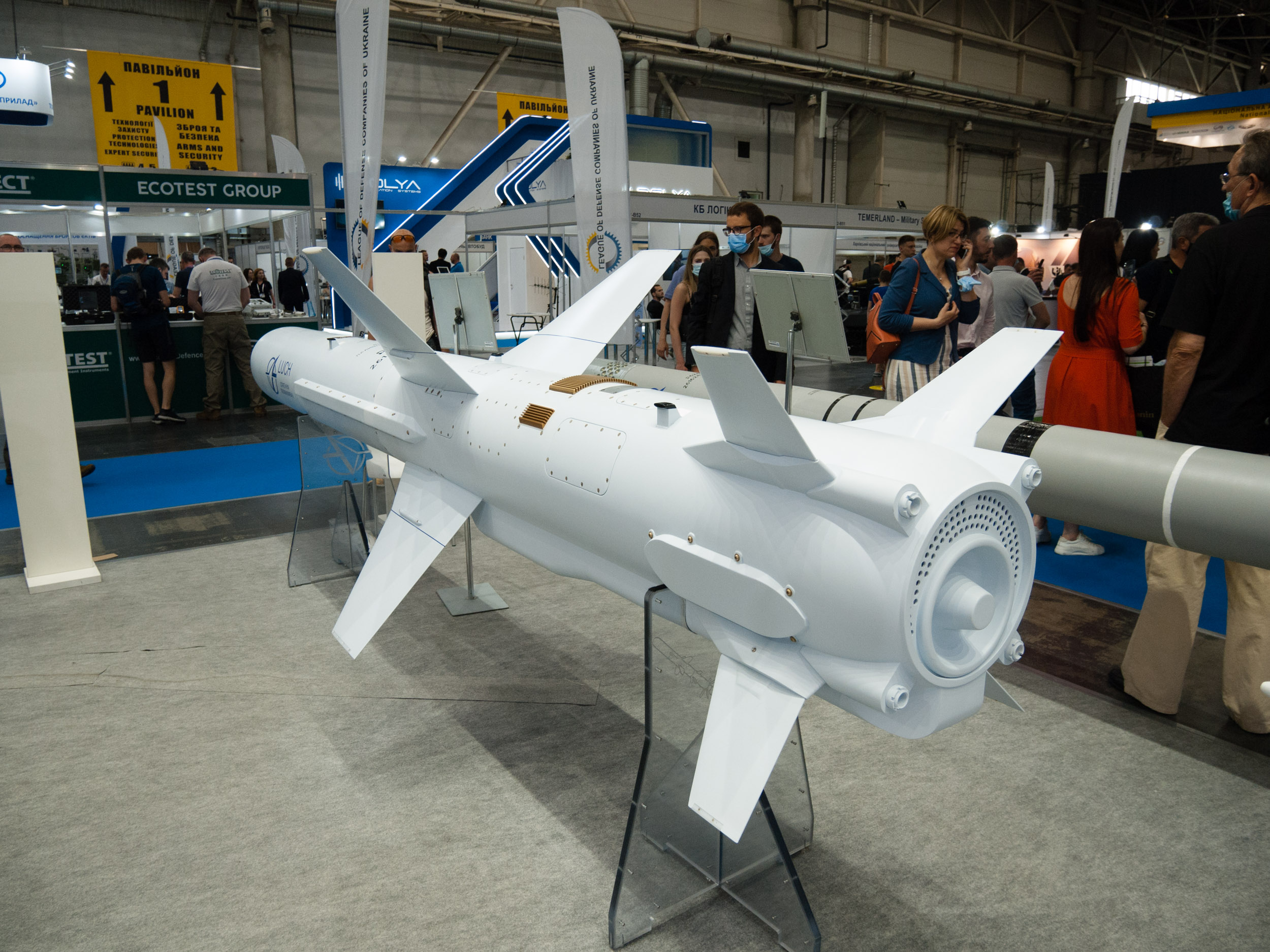
Українська протикорабельна ракета Р-360 «Нептун»

Єдине означення поняття «крилата ракета» відсутнє, воно є складним через велику кількість варіацій двигунів, систем польоту та наведення у різних озброєнь. Однак узагальнено саме підіймальна сила крила вважається тією характеристикою, що визначає крилату ракету. Саме за такою характеристикою описував ці системи озброєнь Договір РСМД 1987 року.
В англомовній термінології крилаті ракети називають cruise missile (що означає «ракета, що летить з крейсерською швидкістю») і поділяють на два основні типи: ракети для атаки наземних цілей (land attack cruise missile, LACM) та протикорабельні ракети (anti-ship missile, AShM або anti-ship cruise missile, ASCM), як Harpoon, Exocet, «Нептун».
Існують специфічні ракети, що мають риси як крилатих, так і балістичних: наприклад, радянська Х-22 має ракетний двигун замість характерного повітряно-реактивного і профіль польоту, частково паралельний землі (але на значній висоті) та частково подібний до балістичного, тобто, така ракета має риси аеробалістичної.
Зазвичай апарати з поршневими двигунами називають дронами-камікадзе. На думку аналітика RUSI Узі Рубіна, такий поділ є оманливим: деякі зразки апаратів з великою (сотні кілометрів) дальністю дії, попри очевидну конструктивну подібність до БПЛА, не мають основоположних рис бойових безпілотників у звичайному розумінні. Так, іранські Shahed 131 та 136 або український «Бобер» не мають на борту оптичного обладнання та не можуть вести спостереження. На відміну від класичних БПЛА, вони летять автономно для ураження визначеної до запуску цілі, а їх маневрові властивості обмежені (як у типових крилатих ракет). Таким чином, ці апарати значно більше схожі за принципом дії на крилаті ракети та виконують схожі з ними функції, а відмінність полягає лише в принципі роботи двигуна. За Рубіном, ці апарати можна вважати гвинтовими крилатими ракетами, а не безпілотниками.

## Історія

### Передісторія

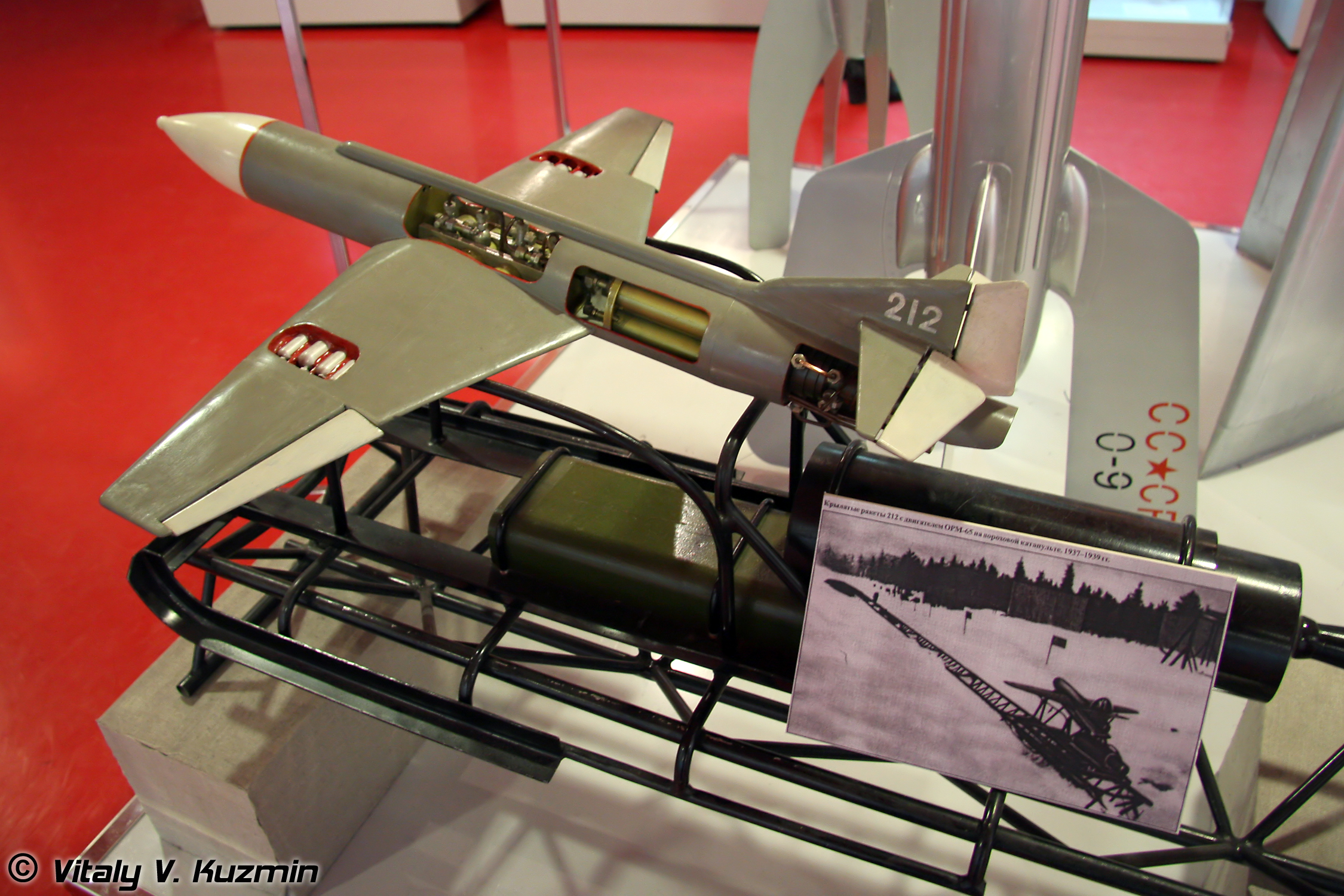
Радянська ракета К-212, створена 1939 року Сергієм Корольовим

Під час Першої світової війни та після неї різні країни розробляли летючі бомби, які були літаками-біпланами з автономним або дистанційним керуванням, зарядженими вибухівкою. 1916 року у Великій Британії створили автоматичний літак Г'юїтта-Сперрі, а 1918 в США — Kettering Bug. В Німеччині також були подібні розробки. У 1925 в Британії створили протикорабельний автоматизований літак Larynx.
У СРСР у 1930-ті роки розробку крилатих ракет (фактично — крилатих бомб з ракетним стартом) проводили Сергій Корольов та Валентин Глушко у Групі вивчення реактивного руху. З 1932 та до початку репресій, зокрема, арешту Корольова у 1938, було розроблено ряд апаратів, найвідомішим із яких став К-212. Більшість із них мали класичну літакоподібну конструкцію та ракетні двигуни, як на твердому, так і на рідкому пальному. К-212 вагою 165—230 кг за розрахунками мала бути здатною долати 280 км. Дослідні запуски тривали до 1939 року, після чого програму згорнули.

### Фау-1

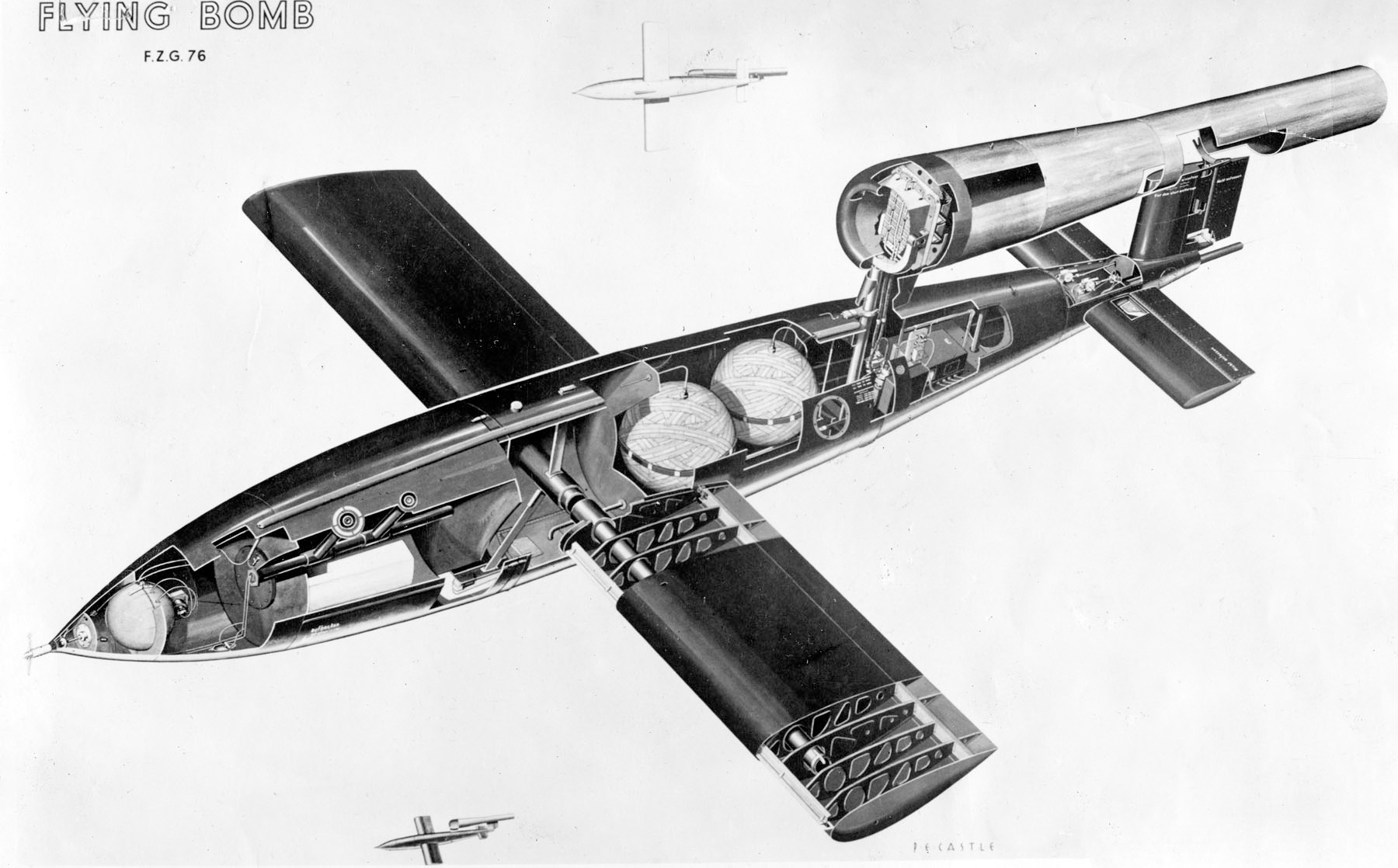
Фау-1, попередник крилатих ракет, вперше застосований на війні.

Під час Другої світової війни Німеччина застосувала у бойових діях V-1 («Фау-1»). «Фау-1» називають попередником сучасних крилатих ракет, першою практичною крилатою ракетою. Вони не мали на крилах елеронів чи інших поверхонь для управління, мали пульсуючий повітряно-реактивний двигун. Від сучасників отримала прізвисько «бомба, що дзижчить» (англ. buzz bomb) через характерний звук пульсуючого двигуна на частоті 50 Гц. Робота з їхньої розробки велася з 1935 року. В червні 1944 року розпочалось бомбардування ними Великої Британії. Ці ракети летіли автономно за гірокомпасом і не були точними, але могли доставити 850-кілограмову бойову частину на відстань близько 250 км з крейсерською швидкістю близько 550 км/год.
З 1941 року в СРСР під керівництвом Володимира Челомея велись роботи зі створення крилатих ракет з ПуПРД для бомбардувальників, а з 1944 року було запроваджено розробку на основі німецької V-1. Того ж року було створено ракету 10Х, подібну за конструкцією та характеристиками до V-1. Було виготовлено 300 ракет, але після випробувань 1947—1948 років ВПС відмовились від них через недостатню точність.
У липні 1944 року відбувся перший запуск американської копії V-1, створеної за допомогою зворотної розробки. Модифікована версія цієї ракети, названа JB-2, стала першою серійною крилатою ракетою США. Всього виготовили 1385 таких ракет, але після закінчення Другої світової війни виробництво припинилось. Досліди над JB-2 продовжувались до 1949 для випробування різних систем наведення та способів запуску. Зокрема, були експерименти з повітряним, наземним, надводним та підводним запуском, в тому числі з ракетним стартом.

### Холодна війна
За Британнікою, крилаті ракети як клас були розроблені в США та СРСР у 1960-х — 1970-х роках під час Холодної війни.

#### США

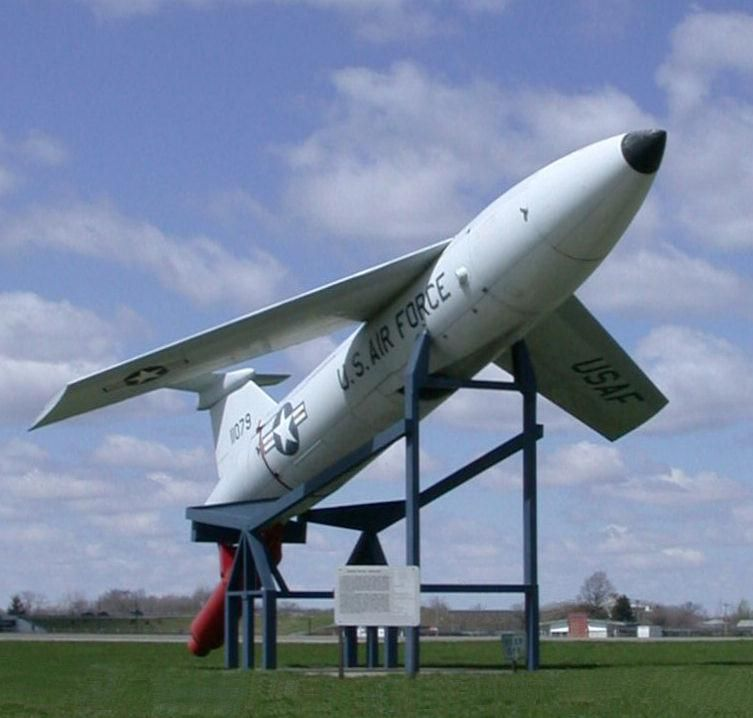
Одна з перших крилатих ракет США, MGM-1 Matador (1952)

У грудні 1945 було створено вимоги для XSSM-A-1, яка пізніше стане B-61 Matador — першою бойовою крилатою ракетою США. ЇЇ розробка проводилась паралельно з JB-2. Одночасно з цим розроблялась надзвукова версія XSSM-A-2. Перший запуск відбувся в січні 1949. Ракета оснащувалась 50-кт ядерною боєголовкою, яку могла доставити на відстань 400 до кілометрів. Дальність, забезпечена радіокеруванням, вважалась недостатньою, тому їй на заміну розробили ракету TM-76 Mace. Ця ракета була оснащена системою наведення ATRAN (англ. Automatic Terrain Recognition And Navigation), яка порівнювала дані з власного радара з завантаженими радарними знімками поверхні, і дозволила збільшити дальність до 1300 км. Таким чином, «Мейс» стала першою у світі ракетою з наведенням за ландшафтом (TERCOM). Перші підрозділи отримали ракети 1959 року, а 1961 року було розгорнуто TM-61B — варіант з інерціальним наведенням.
Одним із ключових напрямків розвитку крилатих ракет стала потреба американських повітряних сил у ядерній зброї, що не потребувала б нараження бомбардувальників на ворожу протиповітряну оборону. Так 1959 року з'явилась ракета GAM-77 Hound Dog, що мала режими польоту як на великій, так і на малій висоті, з програмованими змінами курсу й висоти.
У 1950-х — 1960-х як у США, так і в СРСР існувала концепція надзвукових міжконтинентальних крилатих ракет із ядерними боєголовками. У США такими проєктами були SM-62 Snark та SM-64 Navaho, але від цих ідей відмовились, оскільки МБР були більш перспективними. Також розроблялись крилаті ракети-обманки, наприклад, американська ADM-20 Quail, яка була розроблена в 1960-х для імітації радарної сигнатури B-52.
У 1960-х крилаті ракети були все ще ненадійними та неточними, однак до 1970-х розвиток інерціальної системи наведення дозволив скоротити її вагу приблизно зі 130 кг у 1960 до 13 кг у 1970-му році, а відхилення — з 0,03° на годину польоту до 0,005° в ті самі роки. Також з'явились мікропроцесори та напівпровідники, TERCOM, загалом стали доступними нові матеріали та ефективні й економні двигуни, що відновило зацікавлення у такій зброї. Іншим приводом розпочати розробку такої зброї став успіх радянських протикорабельних ракет, що призвело до появи протикорабельної крилатої ракети AGM-84 Harpoon.
Застарівання обманки ADM-20 Quail в 1970-х призвело до розробки наступного покоління таких ракет, але висока вартість майбутньої ракети призвела до створення на її основи однієї з основних американських крилатих ракет ADM-86 ALCM, яка перемогла AGM-109 Tomahawk у конкурсі 1980 року на нову авіаційну крилату ракету та надійшла на озброєння 1984 року. Її наступницею мала стати стелс-ракета з ядерною боєголовкою AGM-129 ACM, але ядерні AGM-86A/B досі перебувають на озброєнні. ADM-86С/D CALCM з конвенційною боєголовкою перебувала на озброєнні до 2019 року, її заміною стала малопомітна AGM-158 JASSM, що виготовлялась із 1998 року.
У 1971 році в США вивчали можливість створення крилатої ракети для підводних човнів з запуском через торпедний апарат. У конкурсі перемогла BGM-109 Tomahawk, яку було розроблено у варіантах RGM-109 та UGM-109 для запуску з кораблів та підводних човнів відповідно.

#### СРСР

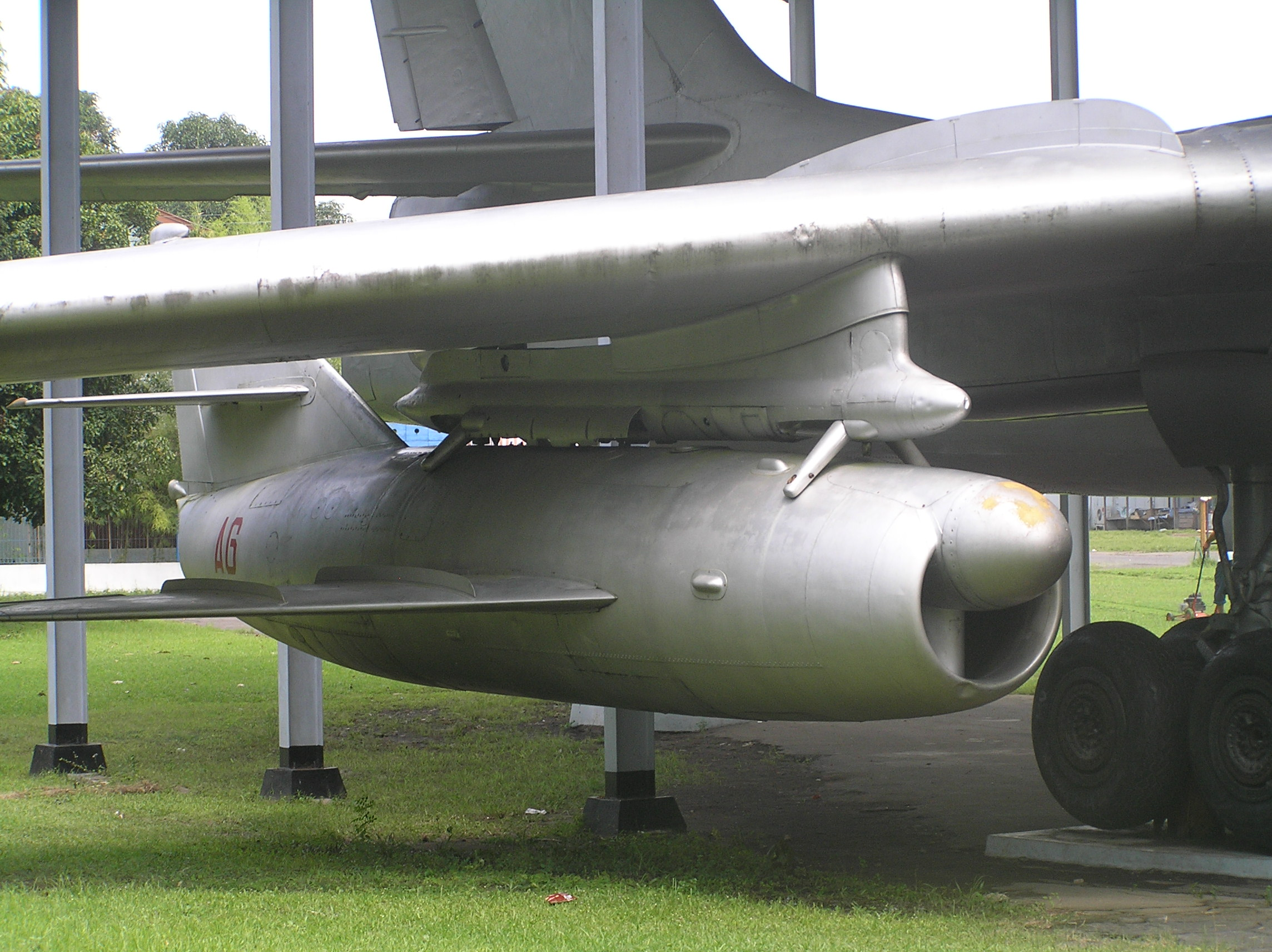
Одна з перших крилатих протикорабельних ракет СРСР, КС-1 (1953)

З 1944 року радянські інженери, зокрема, Володимир Челомей, розвивали ідею V-1. Впродовж 1944—1958 років вони створили «літаки-снаряди» 10Х, 14Х та 16Х (дводвигунна ракета на базі 10Х), але через численні проблеми з керуванням і наведенням, їх проєкти почали викликати скептицизм. Челомей втратив лідерство у програмі, а його конструкторське бюро реорганізували до ОКБ-155 Мікояна. Смерть Йосипа Сталіна у 1953 дала Челомею новий шанс, він почав просувати застосування крилатих ракет у флоті. Так з'явилась ракета П-5, що запускалась з підводних човнів. 1955 конструкторську групу Челомея розширили до ОКБ-52, яке пізніше стало НВО машинобудування. Ця організація створювала протикорабельні ракети, найвідомішими є П-35, П-70 «Аметист» (перша у світі крилата ракета з підводним запуском), П-500 «Базальт».
Паралельно з роботою Челомея відбувалась розробка протикорабельних крилатих ракет повітряного запуску, розробка яких була затверджена 1947 року. Першою ракетою цього типу стала КС-1, прийнята на озброєння 1953 року. З 1958 ОКБ-155 (пізніше — МКБ «Радуга») під проводом Олександра Березняка розробило ракети КСР-2 та КСР-11, Х-22, Х-55 тощо.
У 1950-х — 1960-х як у США, так і в СРСР існувала концепція надзвукових міжконтинентальних крилатих ракет із ядерними боєголовками. Першою такою ідеєю в СРСР став у 1946 бомбардувальник Келдиша, придуманий на основі теоретичного німецького безпілотного бомбардувальника Ойґена Зенґера та Ірене Бредт, але проєкт був би дуже дорогим та, ймовірно, недосяжним для технологій того часу. Вже пізніше проєктами міжконтинентальних крилатих ракет були С-30 Ту-121, «Буря», М-40 «Буран».
Радянські крилаті ракети до 1970-х були розроблені передусім для протикорабельного використання, а не для загрози стратегічним наземним цілям, на чому зосереджувалися в США. Така розбіжність була спричинена тим, що США мали значно більший флот і розраховували на панування в повітрі та застосування іншого озброєння. СРСР мав більше потенційних надводних цілей і прагнув компенсувати нестачу авіації створенням протикорабельних крилатих ракет різних типів. Однією з найпотужніших ракет цієї концепції стала Х-22, що могла доправити ядерну або конвенційну бойову частину на сотні кілометрів зі швидкістю близько 3,5 М. Розвиток радянських протикорабельних ракет і їхнє успішне застосування, зокрема, затоплення ізраїльського есмінця «Ейлат» єгипетськими ракетами П-15, призвели до зацікавлення цим типом ракет із боку США в 1970-х.
З 1970-х років у СРСР розробили низку надзвукових крилатих протикорабельних ракет: П-270 «Москіт», П-500 «Базальт», П-700 «Граніт».
З 1976 року проводились розробки стратегічної крилатої ракети Х-55, яка згодом стала однією з основних ракет СРСР і Росії. Ця ракета вже була здатна розпізнавати рельєф місцевості та огинати його. З 1985 року розпочалось створення родини ракет «Калібр», що в майбутньому стали основним ударним озброєнням російського флоту.

### Сучасність
Станом на початок 21 століття, поряд із традиційними за будовою крилатими ракетами, декілька країн працюють над гіперзвуковими спроможностями. Проте через складності збудувати гіперзвуковий ППРД, що здатен тривалий час підтримувати гіперзвуковий політ, розгортання гіперзвукових КР навряд відбудеться найближчим часом. Більшість крилатих ракет все ще залишатимуться дозвуковими або надзвуковими. Будуть вдосконалюватися навігаційні системи, в тому числі й із застосуванням штучного інтелекту, а також системи обміну даними, які дадуть крилатим ракетам спроможності виконувати більш складні завдання.

## Порівняння
Крилаті ракети мають як переваги, так і недоліки порівняно з іншими засобами ураження, що можуть виконувати подібні задачі — передусім, балістичними ракетами та дронами-камікадзе.
Виявлення та відстеження крилатих ракет значно складніше, ніж для балістичних, оскільки типова крилата ракета летить на малій висоті та має менш передбачувану траєкторію. Натомість балістичні та аеробалістичні ракети є значно складнішими цілями для перехоплення: така ракета падає на ціль зі швидкістю в тисячі кілометрів на годину та через відсутність пального (воно згоряє на стадії розгону) переважно не вибухає при ураженні уламками — тому ракети уражаються кінетичними перехоплювачами складних і дорогих систем, як Patriot і SAMP/T. В той час звичайна крилата ракета летить на дозвуковій швидкості та є вразливою для будь-яких засобів ураження, в тому числі кулеметів, автоматичних гармат і ПЗРК.
Стратегічні безпілотники, такі як іранські Shahed або український «Бобер», подібні за застосуванням до крилатих ракет і так само складні у виявленні та відстеженні, однак є набагато дешевими. Якщо Tomahawk коштує 2 млн доларів США, а Х-101 — 13 млн доларів, то один БПЛА на кшталт Shahed 136 коштує від кількох десятків до кількох сотень тисяч доларів і може завдати пошкоджень, що багатократно перевищують його вартість. При цьому для розвинених країн, які будують свої системи протиповітряної оборони навколо сучасних ЗРК із дорогими ракетами, збиття подібних засобів може обходитись дуже дорого. Однак, безпілотники мають значно меншу потужність бойової частини і меншу швидкість польоту ніж крилаті ракети.

## Протиракетна оборона
Через специфіку кожного типу ракет будова протиракетної оборони має враховувати засоби боротьби як проти балістичних ракет, так і проти крилатих. Виявлення ракет можливе за допомогою РЛС наземного, морського або повітряного базування. Останніми можуть бути обладнані винищувачі, літаки ДРЛВ або аеростати спостереження. Наземні радари мають обмежений радіус виявлення через кривину земної поверхні, тоді як авіаційні радари чутливі до радарного відбиття від об'єктів на землі.
Для ураження крилатих ракет застосовується широкий асортимент засобів, що включають кулемети, зенітну артилерію (напр. Gepard), ПЗРК, зенітні ракетні комплекси від малої дальності («Оса», Avenger) до середньої та великої (С-300, IRIS-T SLM), винищувачі. Кораблі для захисту від протикорабельних ракет можуть використовувати зенітні артилерійські комплекси.
Протидія ракетним ударам не обмежується засобами для ураження ракет, а також включає організаційні заходи: розосередження цілей, маскування, військовий обман. До специфічних тактик для ураження крилатих ракет і дронів належить тактика легкоозброєних мобільних вогневих груп.

## Бойове застосування

### Друга світова війна
На відміну від сучасних крилатих ракет, які переважно є високоточною зброєю, V-1 використовувалися для терору населення, оскільки їхня низька точність дозволяла ефективно атакувати тільки цілі розміром із великі міста. Втім, вони були дешевшими за балістичні V-2 та змушували британців витрачати значні ресурси на оборону. Також вони були ефективнішими та безпечнішими для особового складу за «Бліц». Всього впродовж 1944—1945 по Великій Британії було запущено понад 10 000 ракет V-1, переважно по Лондону. Хоча половину з них було збито, близько 2 400 ракет все ж досягнули Великого Лондона, спричинивши загибель до 6 тис. та поранення 18 тис. людей.
З жовтня 1944 до березня 1945 року німецькі війська атакували ракетами V-1 бельгійський Антверпен, який був критично важливим портом для союзників. На меншій дальності точність була кращою. Протиповітряна оборона союзників виявила 4 883 ракети, більшу з яких збила. До захищеної зони змогли пролетіти всього 211 ракет (~4,5%), які не завдали критичної шкоди.

### Операції НАТО та США

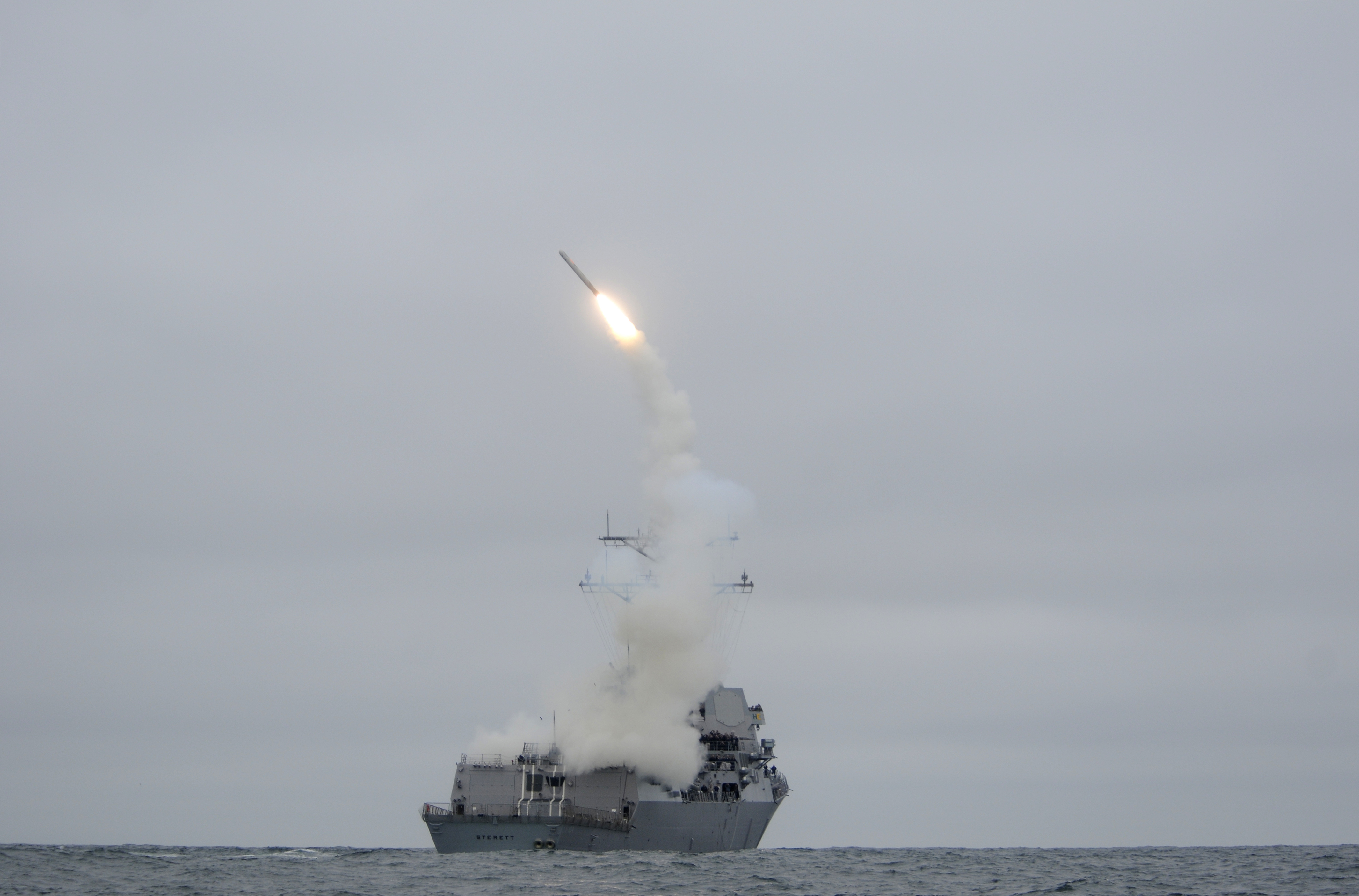
Ракетний старт Tomahawk з есмінця «Стеретт», крила ще перебувають у складеному стані

США активно застосовували ракети AGM-86C CALCM в операціях «Буря в пустелі» (1991 рік; 35 ракет), «Удар у пустелі» (1996 рік; 16 ракет), «Лис пустелі» (1998 рік; 90 ракет), «Свобода Іраку» (2003 рік; 153 ракети) та при бомбардуванні Югославії (1999 рік; 200 ракет). Tomahawk також масово застосовувались США та союзними країнами: 288 ракет було запущено в 1991 по Іраку (також десятки було випущено в подальші роки, ще 355 в 1998), 218 ракет під час бомбардування Югославії, понад 800 ракет під час вторгнення в Ірак 2003 року, 159 ракет було запущено в березні 2011 по Лівії.
2011 року британські та французькі сили випустили по Лівії 60 і 15 ракет Storm Shadow / SCALP EG. В ударах також брала участь Італія, однак, кількість використаних нею ракет невідома.
Під час першого удару 12 січня 2024 року в ході військової операції проти хуситів у Ємені було випущено 80 ракет Tomahawk.

### Війна в Сирії
Під час громадянської війни в Сирії, що триває з 2011 року, США та Росія завдавали ударів крилатими ракетами по території Сирії. З 2017 року США випустили понад 150 ракет Tomahawk та 19 AGM-158 JASSM по об'єктах ІДІЛ та режиму аль-Асада. 2019 року JASSM взяли участь у рейді на Бариш, під час якого було ліквідовано ватажка ІД Абу-Бакра аль-Багдаді.
2015 року російська авіація випустила 32 ракети Х-101 по цілях ІДІЛ, у наступні роки подібні удари також повторювались. Для запуску ракет російські бомбардувальники пролітали близько 7000 кілометрів над Каспійським морем і повітряним простором Ірану та Іраку. Також росіяни з 2015 завдавали ударів по силах сирійської опозиції ракетами 3М14 «Калібр» з кораблів у Каспійському морі, а також ракетами «Онікс». 

### Російське вторгнення в Україну (з 2022)

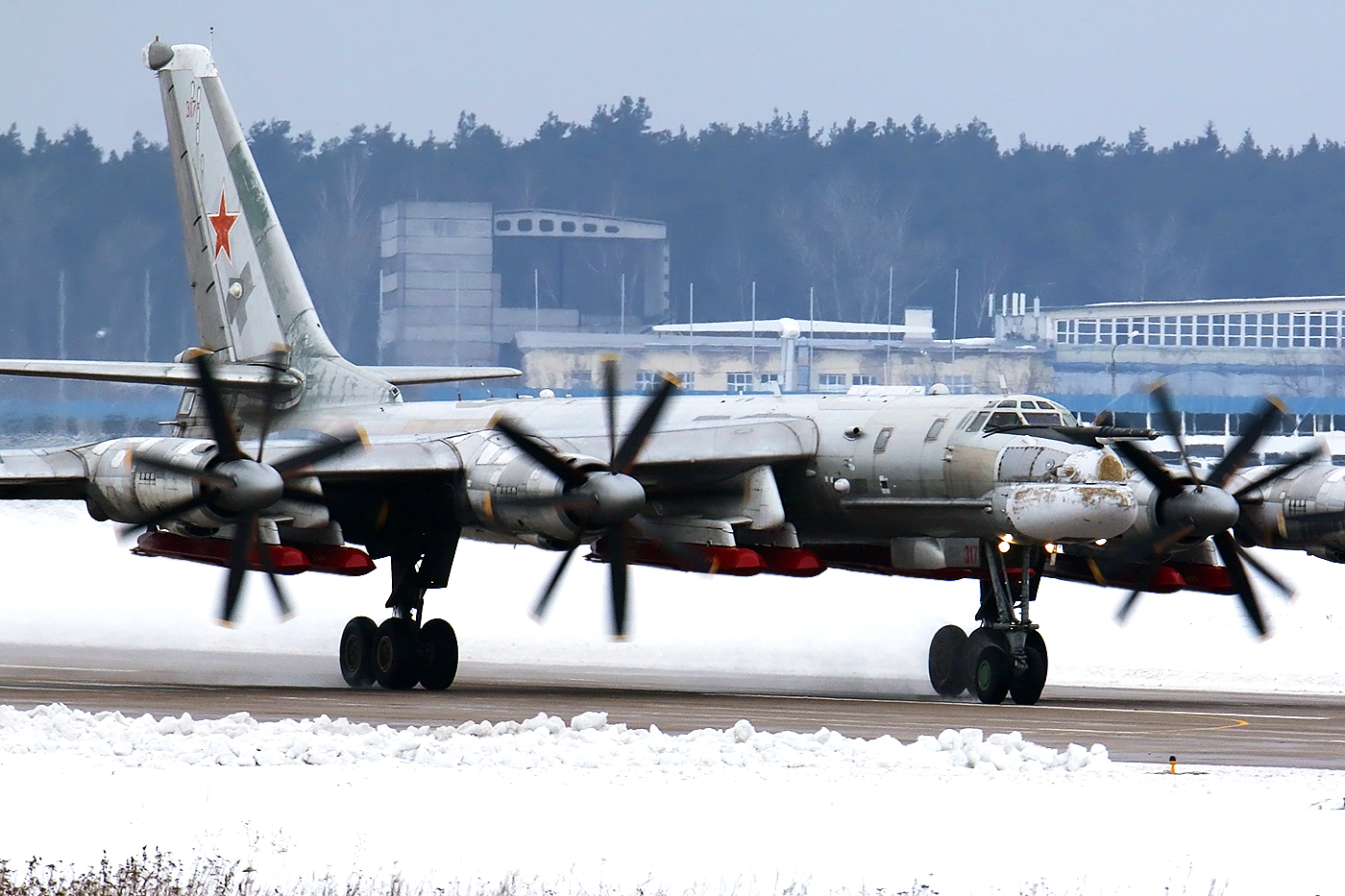
Х-101 на зовнішній підвісці Ту-95МСМ

#### Росія
Під час російського вторгнення в Україну (з 2022) росіяни активно застосовували весь наявний асортимент крилатих ракет, включно з Х-55/Х-555, Х-59, Х-69, Х-101, Х-22 та Х-32 з використанням літаків Ту-95МС, Ту-22М3 та Ту-160, а також ракети родини «Калібр» з підводних і надводних човнів ЧФ РФ і наземного комплексу «Іскандер-К». Росіяни також застосовували надзвукові ракети «Онікс» і гіперзвукові «Циркон». Найбільш масованими атаками стали удари 24 лютого 2022 та 29 грудня 2023 року, під час останньої росіяни застосували понад 90 крилатих ракет різних типів.
У перші місяці вторгнення росіяни переважно атакували військові об'єкти, як військові аеродроми, нерухомі радари протиповітряної оборони, склади боєприпасів, однак з часом почали все частіше атакувати цивільні цілі та вдаватись до ракетного терору мирного населення для його деморалізації та завдання шкоди економіці, що пов'язують із неуспіхами російської армії на полі бою. Ракетні атаки ознаменувались численними воєнними злочинами, як то удари по критичній інфраструктурі та удари по житловій забудові.
Російські масовані удари відзначились низькою ефективністю, оскільки не змогли завдати критичної шкоди повітряним силам і протиповітряній обороні. Причинами успіху, зокрема, називали розподілення боєприпасів між складами та виведення літаків з-під ударів, а також успішна робота української протиповітряної оборони. Для протидії російським ракетам союзники України почали надавати засоби протиповітряної оборони західного зразка.
За словами речника ПС ЗСУ Юрія Ігната, протягом перших двох років російського вторгнення в Україну російські війська випустили по території України близько 7400 ракет різних типів, з яких третину склали ракети від комплексів С-300 та С-400 (здатні завдавати ударів по наземних цілях) та близько 900 — балістичні ракети «Іскандер». Також росіяни використали близько 3700 дронів типу Shahed-131/136. Станом на серпень 2023 року залишки балістичних і крилатих ракет у Росії оцінювались у щонайменше 585 одиниць, а виробничі потужності оцінювались у 40 ракет на місяць, але ці плани виконувались лише частково — через санкції та дефіцит західних комплектуючих.

#### Україна
Сили оборони України успішно застосовували проти російських військових об'єктів крилаті ракети Storm Shadow/SCALP-EG, передані Великою Британією та Францією в рамках МТД для відбиття російської агресії. Також Україна отримала та використовувала протикорабельні комплекси Harpoon. 
Українські війська застосовували й ракети українського виробництва «Нептун». Так, 14 квітня 2022 року ударом двох ракет, було потоплено ракетний крейсер «Москва», флагман Чорноморського флоту ВМФ РФ. Пізніше, у серпні 2023 року, ймовірно, модифікована для ударів по наземних цілях ракета «Нептун» уразила російський С-400 в Криму. Також відомо про випадки застосування радянських розвідувальних дронів Ту-141 «Стриж», перетворених на крилаті ракети шляхом встановлення бойової частини.

### Іранська атака на Ізраїль (квітень 2024)
13 квітня 2024 року Іран уперше вдався до прямої ракетно-дронової атаки на Ізраїль. Було запущено близько 300 дронів і ракет, серед яких 30 крилатих ракет «Павех». Абсолютну більшість ракет було збито спільними зусиллями Ізраїлю та союзників.

## Розповсюдження та оператори
Протикорабельні крилаті ракети почали активно розповсюджуватися у 1970-ті і продовжують розповсюджуватися до цього дня. Через малу дальність та невелику бойову частину, вони рідко підпадають під Режим контролю ракетних технологій. На сьогодні, десятки країн володіють ПКР власного або закордонного виробництва, що робить їх одними із найбільш поширених у світі серед передових систем озброєнь.
Крилаті ракети для атаки наземних цілей, на відміну від ПКР, під час Холодної війни мали у розпорядженні тільки США і СРСР, і їхнє поширення було вкрай обмеженим. Після розпаду СРСР більше країн заволоділи такою зброєю. На 2021 рік такими ракетами володіли 23 країни, 12 з яких мали власне виробництво. Маса факторів сприяють їх подальшому поширенню: це і суттєвий засіб оборони, і неможливість повністю запобігти нелегальній передачі самих ракет або чутливих ракетних технологій (включно з товарами подвійного призначення), і бізнес-інтереси виробників, і престиж володіння передовою системою озброєнь. Ще одним фактором є те, що США просунулися у захисті від балістичних ракет. Незалежно від того, чи це об'єктивний факт чи лише сприйняття, деякі країни, такі як Китай, Росія та Іран, перемкнулися на альтернативні озброєння, зокрема і крилаті ракети.

### Росія
Родина ракет «Калібр» почала розроблятися ще з 1985 року, і стала доступною на експорт у 1997 році. Вона стала основним ударним озброєнням російського флоту. Родина містить підродини протикорабельних 3М54 та ракет проти наземних цілей 3М14.
Росія продовжила випускати ПКР. Вона розробила П-800 «Онікс» і спільно з Індією створила BrahMos.
Після низки бойових успіхів американських крилатих ракет із GPS у 1990-х, раяднську ракету Х-55 у Росії розвинули в Х-555, оснащену супутниковою навігацією. На заміну цій ракеті з кінця 1980-х розробляли малопомітну Х-101, яка стала на озброєння 2012 року.
У середині 2000-х в Росії було створено та 2017 року прийнято на озброєння варіант для наземного запуску 9М729, що використовується комплексом «Іскандер-К».
У Росії тривають розробки гіперзвукових крилатих ракет, таких як «Циркон». 

### Україна

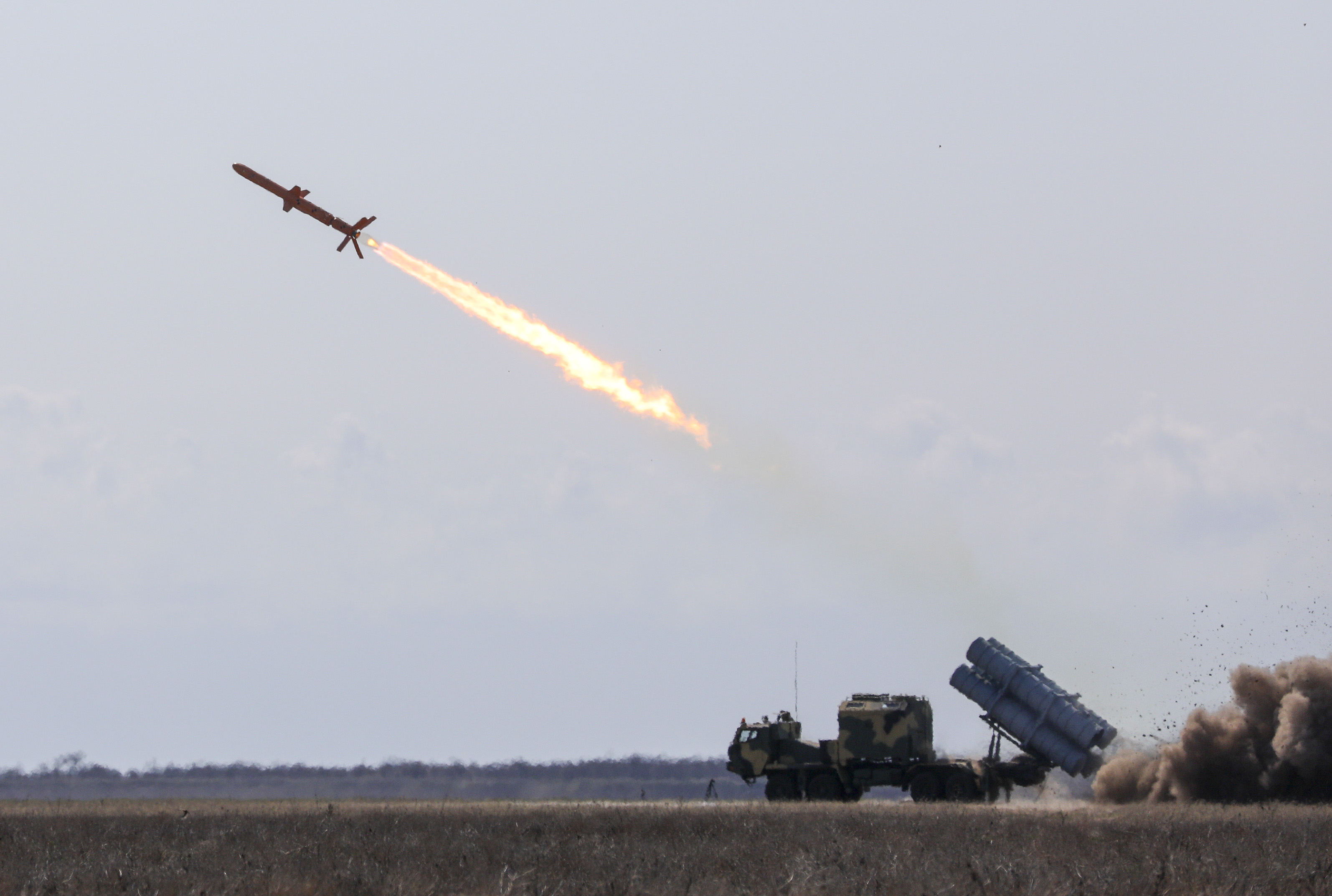
Випробувальний запуск крилатої протикорабельної ракети «Нептун»

Ракети Х-55 виготовлялись на Харківському авіаційному виробничому об'єднанні, однак після розпаду СРСР виробництво було зупинено. За результатами кількох договорів (Лісабонський протокол, Масандрівські угоди, Будапештський меморандум) наявні стратегічні бомбардувальники Ту-22, Ту-95, Ту-160 та їх основне озброєння — крилаті ракети Х-22, Х-55 та інші — Україна частково передала Росії або утилізувала в обмін на нереалізовані гарантії безпеки. Незначну кількість ракет Х-55СМ також було нелегально продано Ірану та Китаю на початку 2000-х.
З 2010 року КБ «Луч» проводив розробку протикорабельної ракети власним коштом, оскільки Міністерство оборони не було зацікавлене. 2018 року відбулись її успішні випробування. 2020 року, після численних випробувань, береговий ракетний комплекс РК-360МЦ «Нептун» з ракетою Р-360, був прийнятий на озброєння Збройних сил України. Розробка та вдосконалення продовжились і попри російське вторгнення 2022 року.

## Міжнародні договори
Крилатих ракет стосується низка обмежувальних домовленостей:
- Договір про ліквідацію ракет середньої та малої дальності (діяв упродовж 1987—2019 років) — договір між США та СРСР/Росією, зобов'язання не виробляти, не випробовувати та не розгортати балістичні та крилаті ракети наземного базування з дальністю від 500 до 5500 км. Не стосувався ракет морського й повітряного базування. Вважається найважливішим міжнародним договором щодо обмеження і розміщення крилатих ракет.[1]
- Режим контролю ракетних технологій — неформальна асоціація країн, що дотримуються експортних обмежень щодо ракетного озброєння, здатного доставити засіб ураження з дальністю понад 300 км і корисним навантаженням понад 500 кг. Через ці норми деякі крилаті ракети мають експортні варіанти, обмежені до цих показників.[112][113]
- Крилаті ракети опосередковано підлягають обмеженням конвенцій про біологічну зброю та про хімічну зброю, які забороняють відповідні види озброєння.